# ريوبار
بلدية ريوبار (بالإسبانية: Riópar) هي بلدية تقع في مقاطعة البسيط التابعة لمنطقة كاستيا لا مانتشا وسط إسبانيا.

## الديموغرافيا
بلغ عدد سكان بلدية ريوبار 1.481 نسمة عام 2011 (وفقاً للمعهد الوطني الإسباني للإحصاء).
| 1.436 | 1.473 | 1.498 | 1.479 | 1.471 | 1.507 | 1.481 |